# Borša

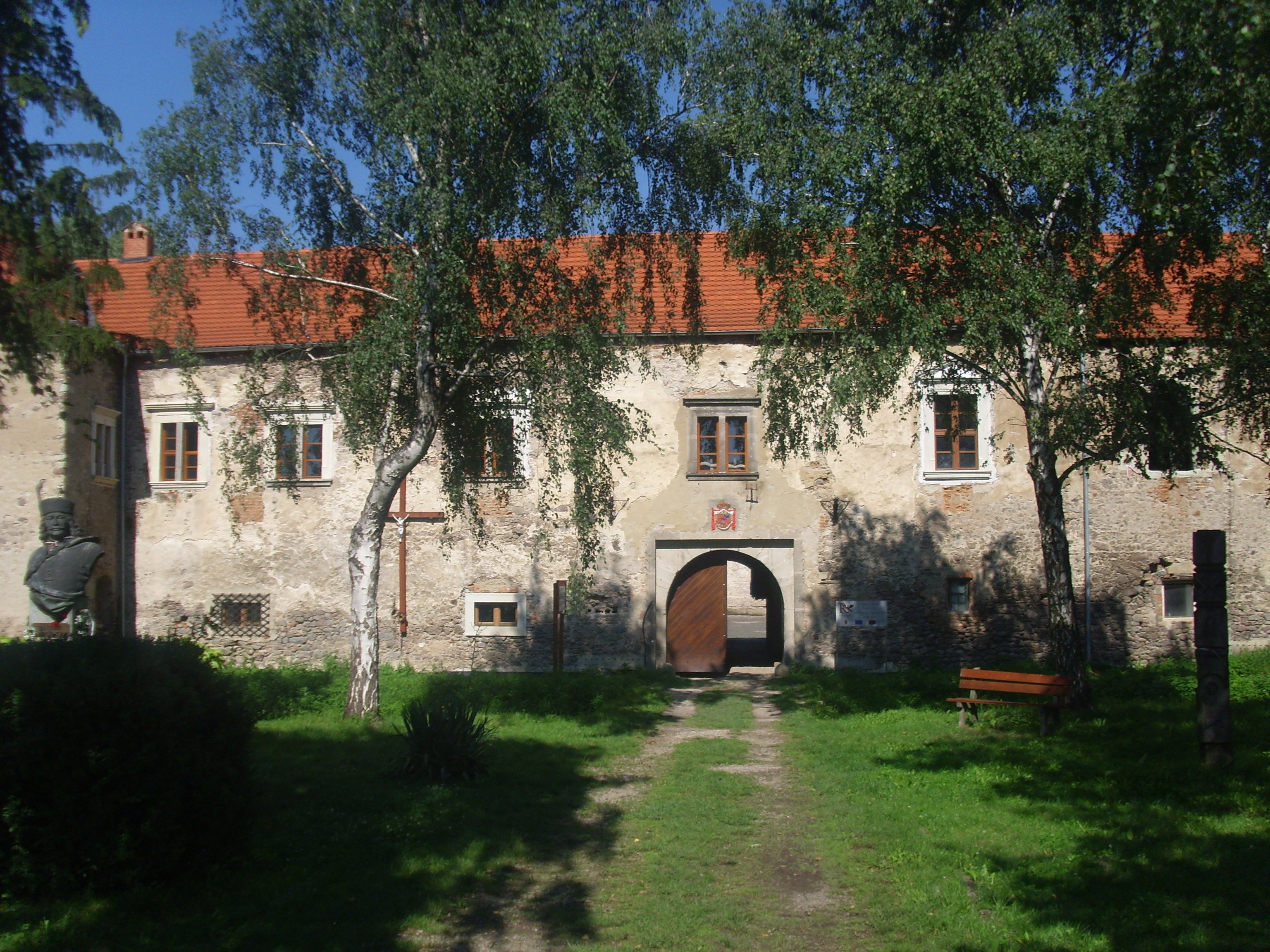
Kasztel Rakoczych

Borša (węg. Borsi) – wieś (obec) na Słowacji położona w kraju koszyckim, w powiecie Trebišov. Pierwsze wzmianki o miejscowości pochodzą z 1221 roku. 
Według danych z dnia 31 grudnia 2012 roku, wieś zamieszkiwało 1210 osób, w tym 627 kobiet i 583 mężczyzn.
W 2001 roku rozkład populacji względem narodowości i przynależności etnicznej wyglądał następująco:
- Słowacy – 48,23%
- Czesi – 0,15%
- Węgrzy – 50,31%

Ze względu na wyznawaną religię struktura mieszkańców kształtowała się w 2001 roku następująco:
- Katolicy rzymscy – 42,53%
- Grekokatolicy – 35,82%
- Ewangelicy – 0,15%
- Prawosławni – 0,08%
- Husyci – 0,08%
- Ateiści – 3,08%
- Nie podano – 1,54%

W istniejącym do dziś zameczku (kasztelu) Rakoczych w Boršy w 1676 r. urodził się późniejszy węgierski książę i przywódca wielkiego węgierskiego powstania antyhabsburskiego Franciszek II Rakoczy.